# SSRN
SSRN, раніше відома як Мережа досліджень соціальних наук, є сховищем препринтів для швидкого розповсюдження наукових досліджень у галузі соціальних та гуманітарних наук тощо. Elsevier придбав SSRN у Social Science Electronic Publishing Inc. у травні 2016 р.

## Історія
SSRN була заснована 1994 року Майклом Дженсеном та Уейном Марром, фінансовими економістами.
У січні 2013 р. SSRN було визнано найбільшим сховищем із відкритим доступом у світі за рейтингом Web of Repositories (ініціатива Cybermetrics Lab, дослідницької групи, що належить до Іспанської національної дослідницької ради) виміряна кількістю файлів PDF, зворотні посилання та результати Google Scholar.
У травні 2016 року SSRN був придбаний компанією Social Science Electronic Publishing Inc. компанією Elsevier. 17 травня 2016 року засновник та голова SSRN Майкл К. Дженсен написав листа до спільноти SSRN, в якому цитував пост генерального директора SSRN Грегга Гордона на Elsevier Connect та «нові можливості» після злиття, такі як ширша глобальна мережа та свобода «завантажувати та завантажувати документи» (з більшою кількістю даних, більшою кількістю ресурсів, а також новими інструментами управління). Прогнозуючи «деякі конфлікти» щодо узгодження інтересів колишніх конкурентів, він визначив їх як «подолані».
У липні 2016 року надходили повідомлення про вилучення паперів із SSRN без попереджень; коментарі до перегляду від SSRN вказували, що це було пов'язано із занепокоєнням щодо авторських прав. Гордон охарактеризував цю проблему як помилку, яка стосується близько 20 статей.

## Діяльність
Навчальні роботи у форматі Portable Document Format можуть бути завантажені авторами безпосередньо на сайт SSRN, а потім доступні для завантаження у всьому світі. Користувачі можуть також передплатити електронні листи, що охоплюють широкий спектр дослідницьких областей та тематичних спеціальностей. Ці електронні листи, що розповсюджуються, містять тези (із посиланнями на повний текст, де це можливо) статей, нещодавно поданих до SSRN у відповідному полі.
SSRN, як і інші служби препринтів, розповсюджує публікації в науковому співтоваристві на ранніх стадіях, дозволяючи автору включити коментарі до остаточної версії статті до її публікації в журналі. Більше того, навіть якщо доступ до опублікованої статті обмежений, доступ до оригіналу робочого документа залишається відкритим через SSRN, доки автор вирішить продовжувати роботу.
Навчальні роботи у форматі PDF можуть бути завантажені авторами безпосередньо на сайт SSRN, а потім можуть бути доступні для завантаження. Станом на 2019 рік завантаження користувачами, як правило, підлягає реєстрації або завершенню виклику ReCAPTCHA, а тому деякі SSRN не вважаються відповідним місцем відкритого доступу на відміну від відкритих архівів, як більшість інституційних сховищ .
Видавці та установи можуть завантажувати документи та стягувати плату з читачів за їх завантаження.
На SSRN автори та статті класифікуються за кількістю завантажень, що стало неформальним показником популярності на додрукарських та відкритих сайтах доступу.